# Asignación de activos

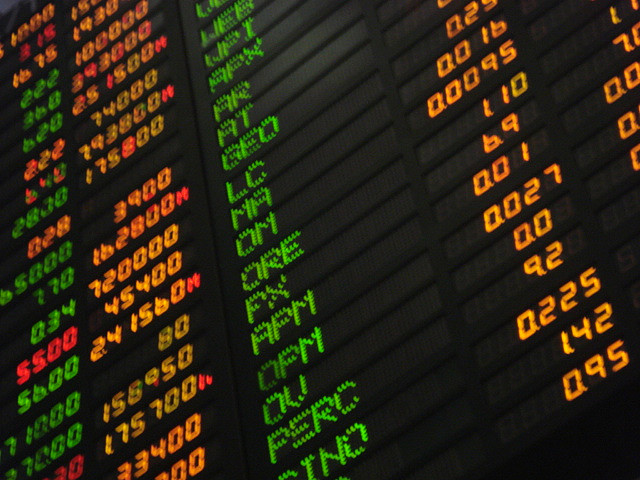
Precios de las acciones

En la gestión de carteras de inversión, la asignación de activos (en inglés Asset allocation) comprende el conjunto de decisiones
relativas a la combinación apropiada y pesos relativos de los diferentes tipos de activos, divisas y zona geográficas en una cartera de inversión, de acuerdo con el perfil de riesgo del inversor.

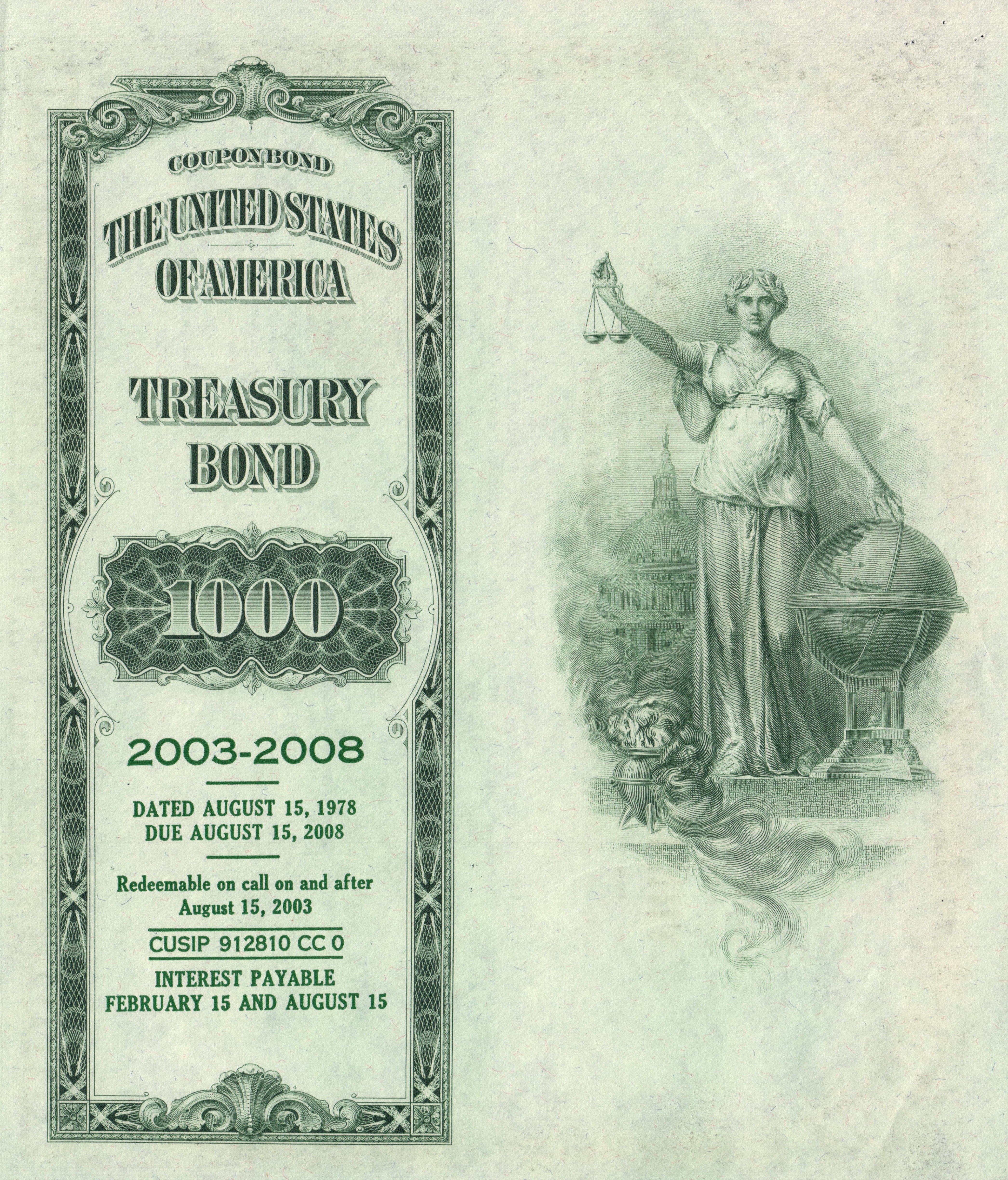
1978 $1000 Treasury Bond (reverso)

Brinson, Singer y Beebower estimaron que la asignación de activos supone el 91,5% de la variación entre los rendimientos de las distintas carteras de inversión.

## Descripción

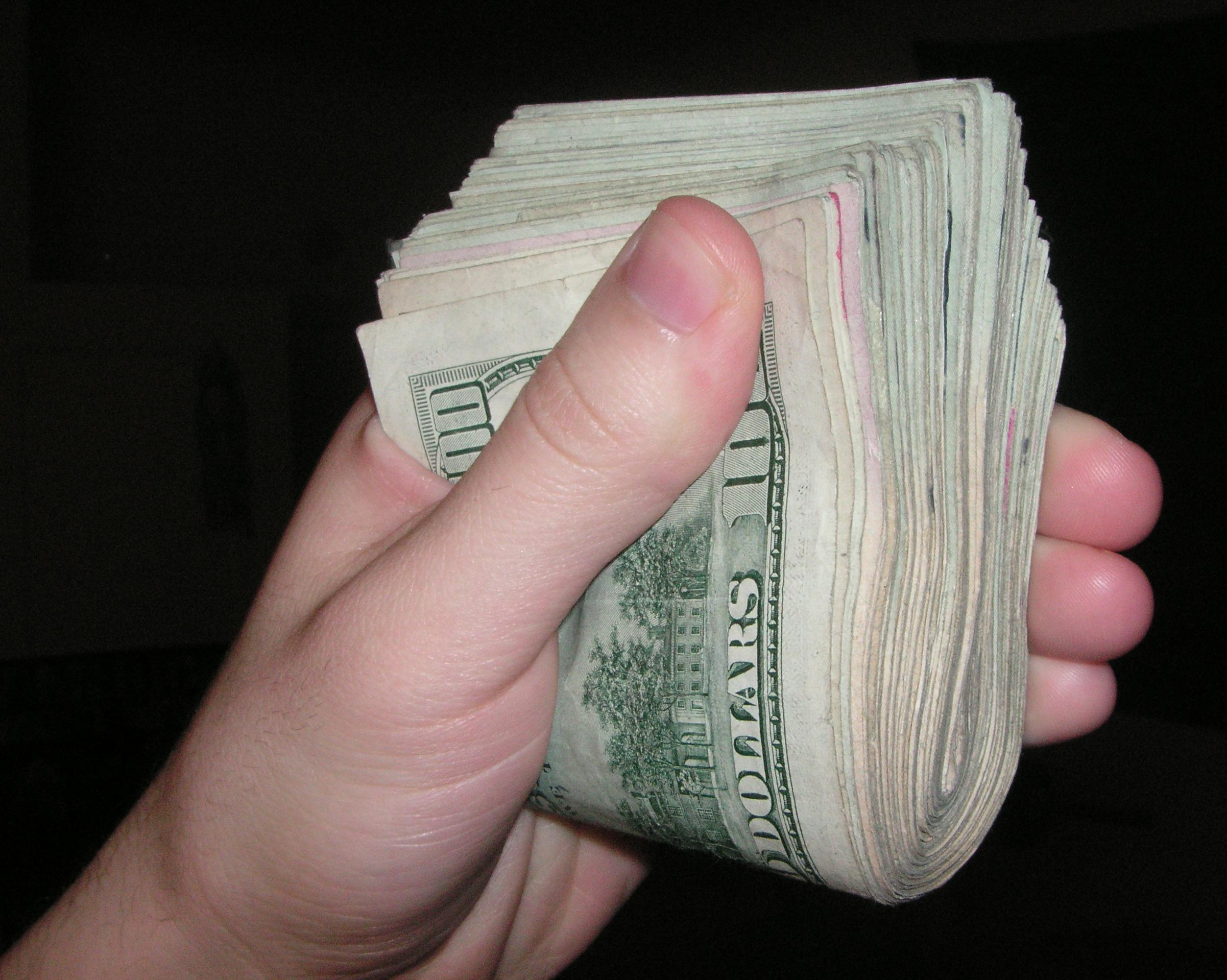
Efectivo

Muchos expertos financieros argumentan que la asignación de activos es un factor importante para determinar los rendimientos de una cartera de inversiones. La asignación de activos se basa en el principio de que los diferentes activos funcionan de manera diferente en diferentes condiciones económicas y de mercado.
Una justificación fundamental para la asignación de activos es la noción de que las diferentes clases de activos ofrecen retornos que no están perfectamente correlacionados, por lo que la diversificación reduce el riesgo general en términos de la variabilidad de los rendimientos para un nivel dado de rendimiento esperado. La diversificación de activos se ha descrito como "el único almuerzo gratis que encontrarás en el juego de inversión". La investigación académica ha explicado minuciosamente la importancia de la asignación de activos y los problemas de la gestión activa.
Aunque el riesgo se reduce siempre que las correlaciones no sean perfectas, por lo general se pronostica (total o parcialmente) en función de las relaciones estadísticas (como la correlación y la varianza) que existieron durante un período anterior. Las expectativas de rendimiento a menudo se derivan de la misma manera.
Cuando tales enfoques retrospectivos se utilizan para pronosticar rendimientos o riesgos futuros utilizando el enfoque tradicional de optimización de varianza media para la asignación de activos de la teoría de cartera moderna (MPT), la estrategia es, de hecho, predecir riesgos y rendimientos futuros basados en la historia. Como no hay garantía de que las relaciones pasadas continuarán en el futuro, este es uno de los "eslabones débiles" en las estrategias tradicionales de asignación de activos derivadas del MPT. Otras debilidades más sutiles incluyen errores aparentemente menores en la previsión que conducen a asignaciones recomendadas que son poco prácticas, a menudo incluso violando el entendimiento de "sentido común" de una estrategia sostenible de asignación de cartera.

## Clases de activos

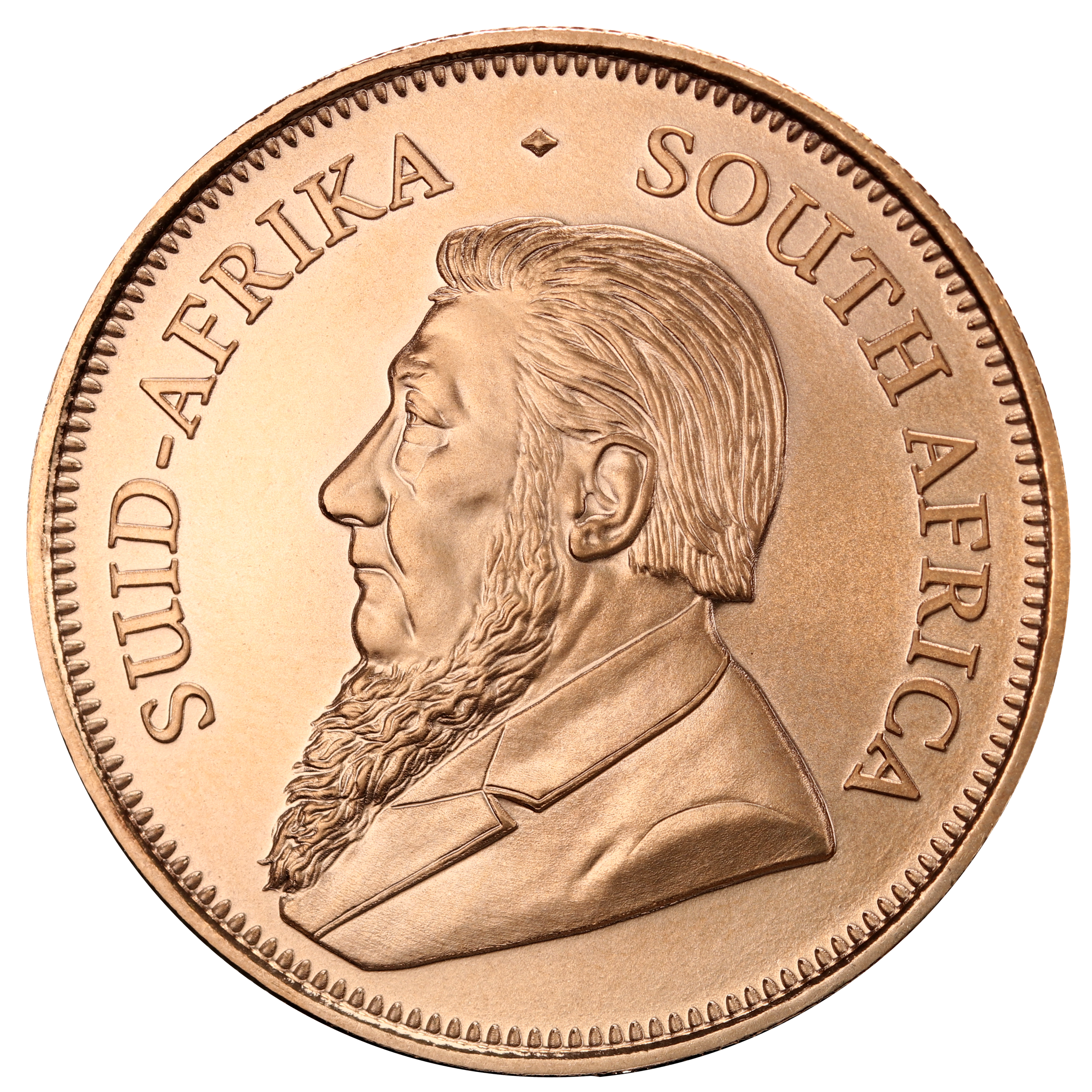
1 oz Krugerrand 2017

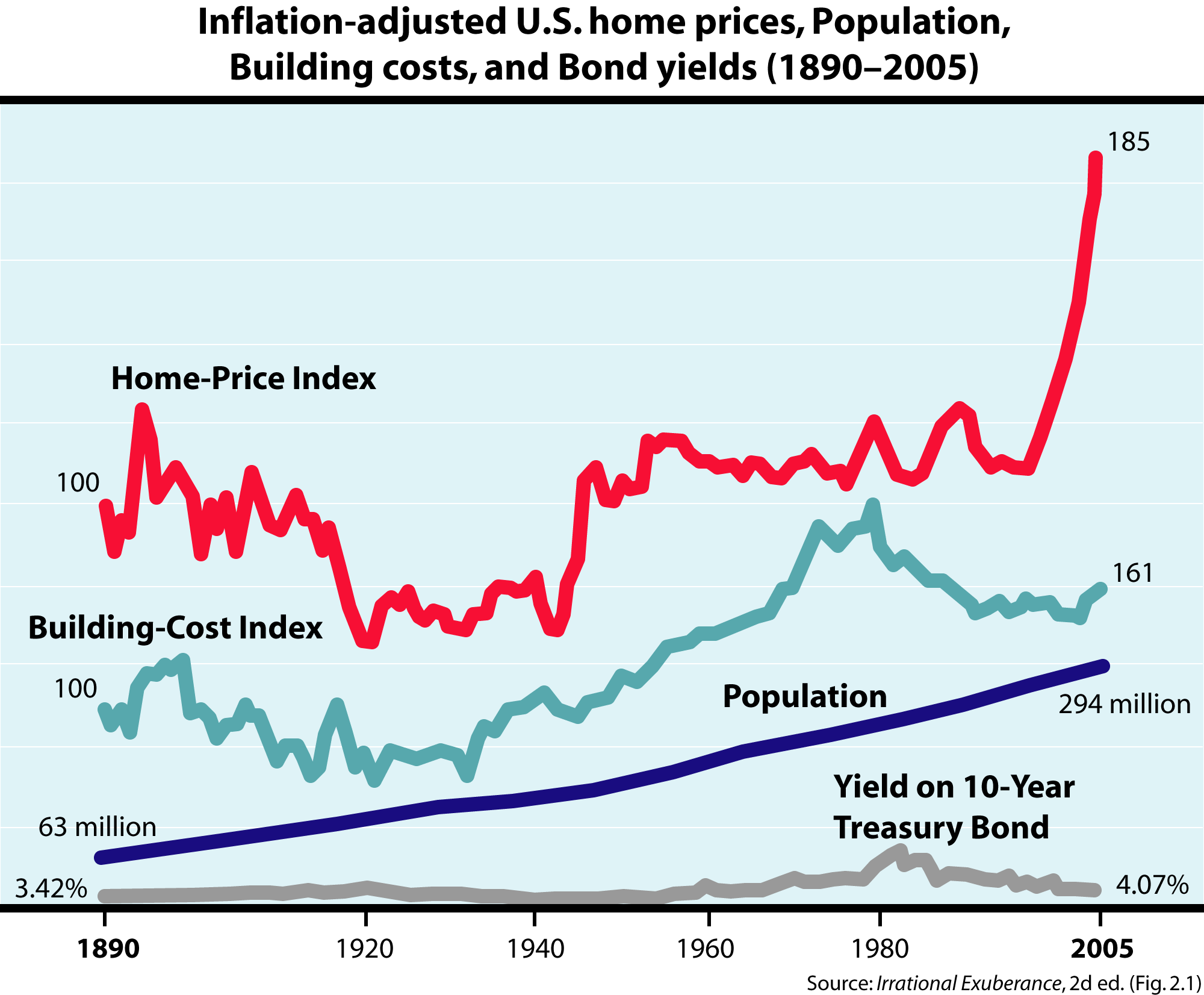
Evolución de los precios y costes de la vivienda en EE. UU.

Una clase de activos es un grupo de recursos económicos que comparten características similares, tales como el riesgo y el rendimiento. Hay muchos tipos de activos que pueden o no estar incluidos en una estrategia de asignación de activos.

### Activos tradicionales
Las clases de activos "tradicionales" son acciones, bonos y efectivo:
- Acciones: valor, dividendo, crecimiento o sector específico (o una "combinación" de dos o más de los anteriores); tamaño grande versus tamaño medio, tamaño pequeño o microcapital; mercados nacionales, extranjeros (desarrollados), emergentes o fronterizos
- Bonos (valores de renta fija más en general): grado de inversión o basura (alto rendimiento); gobierno o corporativo; a corto plazo, intermedio, a largo plazo; mercados nacionales, extranjeros, emergentes
- Efectivo y equivalentes de efectivo (por ejemplo, cuenta de depósito, fondo del mercado monetario)

La asignación entre estos tres activos proporciona un punto de partida. Usualmente se incluyen instrumentos híbridos como bonos convertibles y acciones preferentes, que se contabilizan como una mezcla de bonos y acciones.

### Activos alternativos

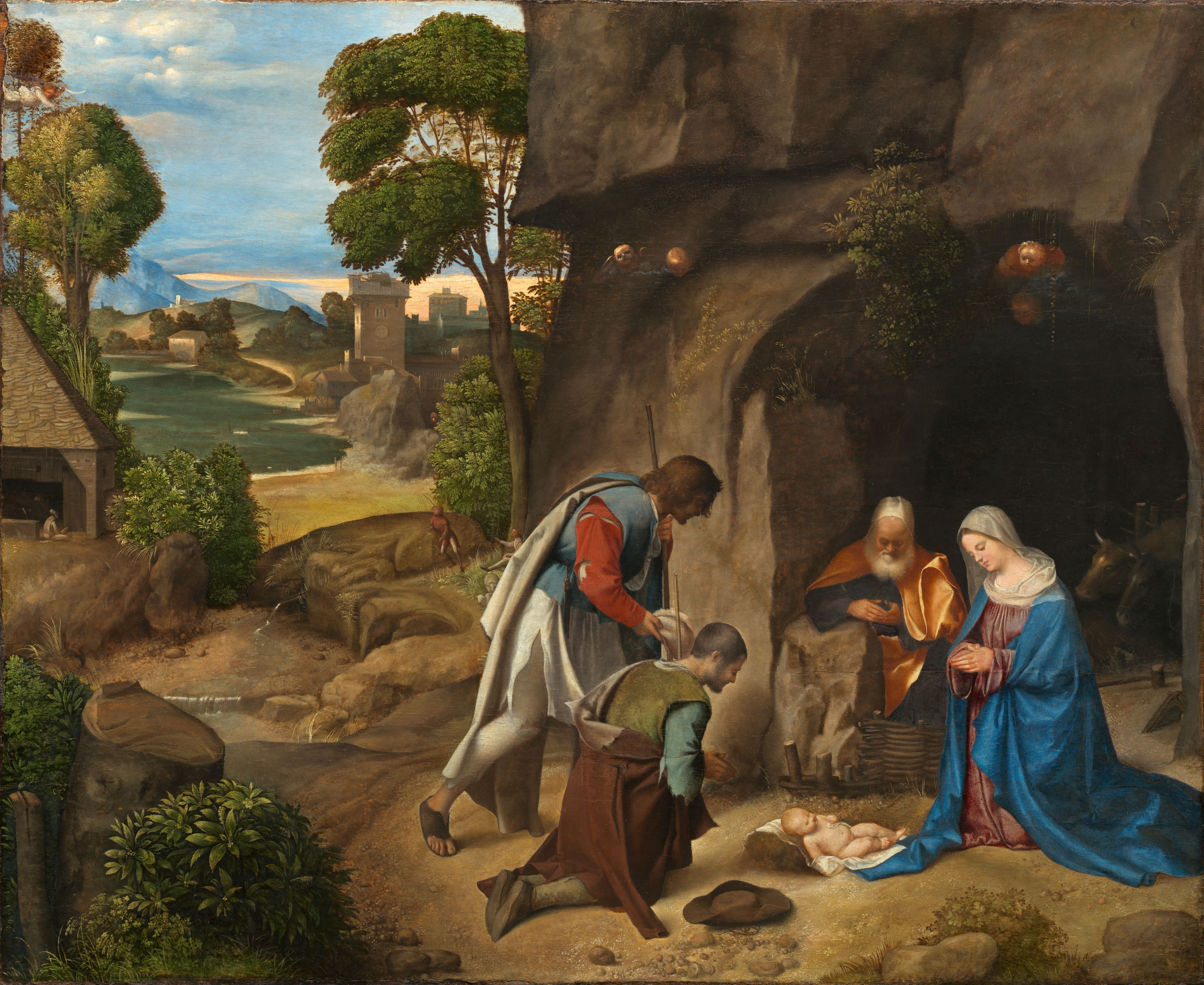
Giorgione - Adoration of the Shepherds - National Gallery of Art. Las atribuciones hacen variar de manera radical el valor de una obra de arte.

Otros activos alternativos que se pueden considerar incluyen:
- Materias primas: metales preciosos, metales no ferrosos, agricultura, energía, otros.
- Bienes inmuebles comerciales o residenciales (también REIT)
- Coleccionables como arte, monedas o sellos
- Seguros (rentas financieras, acuerdos de vida, bonos de catástrofes, productos de seguros de vida personales, etc.)
- Derivados tales como opciones, deuda garantizada y futuros de corto plazo o de neutralidad de mercado
- Moneda extranjera
- Capital riesgo
- Capital privado
- Valores sin calificación crediticia

## Estrategia de asignación

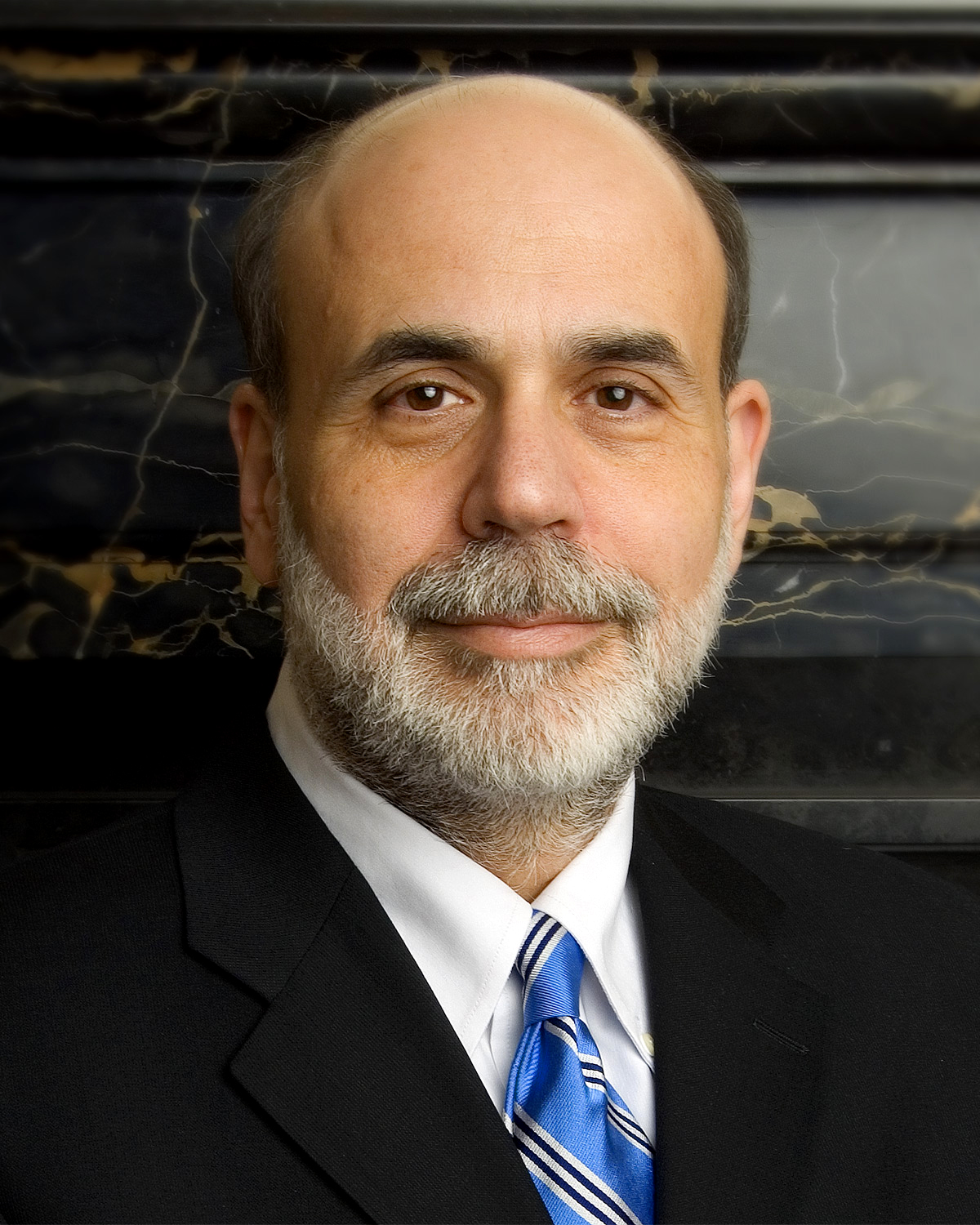
Ben Bernanke en 2006 reveló que sus principales activos financieros eran dos rentas financieras

Existen varios tipos de estrategias de asignación de activos basadas en objetivos de inversión, tolerancia al riesgo, plazos y diversificación. Las formas más comunes de asignación de activos son: estratégica, dinámica, táctica y de núcleo-satélite.

### Asignación estratégica de activos
El objetivo principal de una asignación estratégica de activos es crear una combinación de activos que busque proporcionar el equilibrio óptimo entre el riesgo esperado y el rendimiento para un horizonte de inversión a largo plazo. En términos generales, las estrategias de asignación estratégica de activos son independientes de los entornos económicos, es decir, no cambian sus posturas de asignación en relación con las cambiantes condiciones económicas o de mercado.

### Asignación dinámica de activos
La asignación dinámica de activos es similar a la asignación estratégica de activos ya que las carteras se crean asignándolas a una combinación de activos que busca proporcionar el equilibrio óptimo entre el riesgo esperado y el rendimiento para un horizonte de inversión a largo plazo. Al igual que las estrategias de asignación estratégica, las estrategias dinámicas retienen en gran medida la exposición a sus clases de activos originales; sin embargo, a diferencia de las asignaciones estratégicas, las carteras dinámicas de asignación de activos ajustarán sus posturas a lo largo del tiempo en relación con los cambios en el entorno económico.

### Asignación táctica de activos

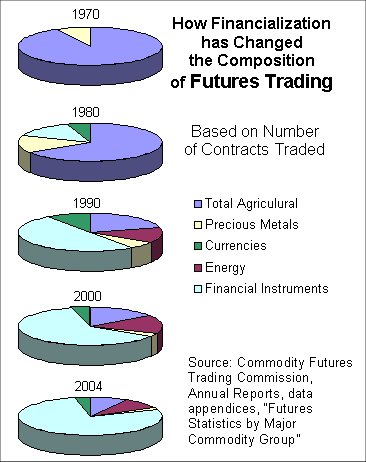
Evolución del mercado de futuros por sectores

La asignación táctica de activos es una estrategia en la que un inversor adopta un enfoque más activo que intenta posicionar una cartera en aquellos activos, sectores o acciones individuales que muestran el mayor potencial de ganancias percibidas. Si bien una combinación de activos original está formulada de manera similar a la cartera estratégica y dinámica, las estrategias tácticas a menudo se negocian de manera más activa y se pueden mover libremente dentro y fuera de sus clases de activos principales.

### Asignación de activos núcleo-satélite
Las estrategias de asignación núcleo-satélite generalmente contienen una asignación estratégica 'núcleo' que constituye la parte más importante de la cartera, al tiempo que aplica una estrategia 'satélite' dinámica o táctica que constituye una parte más pequeña de la cartera. De esta forma, las estrategias de asignación núcleo-satélite son un híbrido de las estrategias de asignación estratégica y dinámica / táctica mencionadas anteriormente.

## Fondo de asignación de activos
Un fondo que posee más de una clase de activos se denomina fondo de asignación de activos. Esto incluye muchos tipos, como "fondo equilibrado", etc.

## Estudios académicos

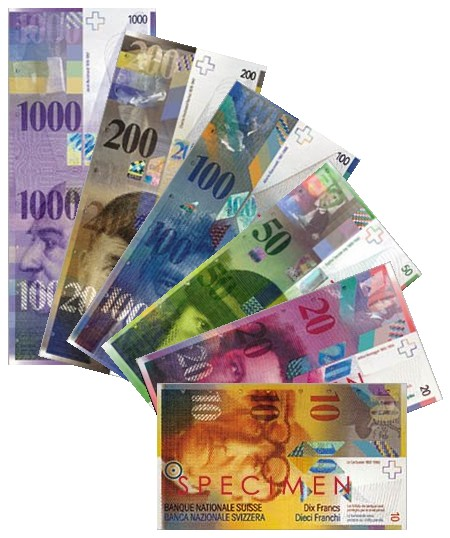
Billetes en Francos suizos

En 1986, Gary P. Brinson, L. Randolph Hood y Gilbert L. Beebower (BHB) de SEI publicaron un estudio sobre la asignación de activos de 91 grandes fondos de pensiones medidos desde 1974 hasta 1983. Reemplazaron las selecciones de acciones, bonos y efectivo de los fondos de pensiones con los correspondientes índices de mercado. La rentabilidad trimestral indexada resultó ser más alta que el rendimiento trimestral real del plan de pensiones. La correlación lineal de las dos series de resultados trimestrales se midió en 96.7%, con una varianza compartida de 93.6%. Un estudio de seguimiento realizado en 1991 por Brinson, Singer y Beebower midió una variación del 91.5%. La conclusión del estudio fue que reemplazar las opciones activas con clases de activos simples funcionaba tan bien, o incluso mejor que, los administradores de pensiones profesionales.

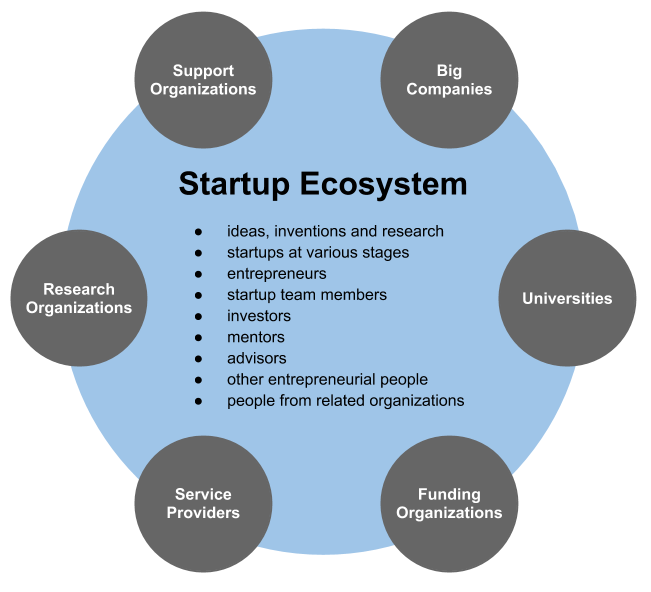
Startup Ecosystem. Base del Capital riesgo

Además, una pequeña cantidad de clases de activos era suficiente para la planificación financiera. Los asesores financieros a menudo señalaron este estudio para apoyar la idea de que la asignación de activos es más importante que todas las otras preocupaciones, que el estudio de BHB reunió como "tiempo de mercado".
En 2000, Ibbotson y Kaplan utilizaron cinco clases de activos en su estudio ¿Explica la política de asignación de activos 40, 90 o 100% del rendimiento? Las clases de activos incluidas eran acciones estadounidenses de gran capitalización, acciones estadounidenses de pequeña capitalización, no Acciones estadounidenses, bonos estadounidenses y efectivo. Ibbotson y Kaplan examinaron el rendimiento a 10 años de 94 fondos mutuos estadounidenses con balance frente a los rendimientos indexados correspondientes. Esta vez, después de ajustar adecuadamente el costo de ejecutar los fondos de índice, los rendimientos reales nuevamente no pudieron superar los retornos del índice. La correlación lineal entre las series de retorno de índice mensual y la serie de rendimiento real mensual real se midió en 90.2%, con una varianza compartida de 81.4%. Ibbotson concluyó 1) que la asignación de activos explicaba el 40% de la variación de los rendimientos entre los fondos, y 2) que explicaba prácticamente el 100% del nivel de los rendimientos de los fondos. Gary Brinson ha expresado su acuerdo general con las conclusiones de Ibbotson-Kaplan.
Un artículo de 2000 de Meir Statman encontró que usando los mismos parámetros que explicaban el resultado de la varianza del 93.6% de BHB, un hipotético asesor financiero con perfecta previsión en la asignación táctica de activos obtuvo un 8.1% mejor por año, aunque la asignación estratégica de activos todavía explicaba el 89.4% de la varianza . [10] Por lo tanto, explicar la varianza no explica el rendimiento. Statman dice que la asignación estratégica de activos es un movimiento a lo largo de la frontera eficiente, mientras que la asignación táctica de activos implica el movimiento de la frontera eficiente. Una explicación de sentido común del estudio de Brinson, Hood y Beebower es que la asignación de activos explica más del 90% de la volatilidad de los retornos de una cartera general, pero no explicará los resultados finales de su cartera durante largos períodos de tiempo.
Bekkers, Doeswijk y Lam (2009) investigan los beneficios de diversificación para una cartera al distinguir diez categorías de inversión diferentes simultáneamente en un análisis de media-varianza, así como un enfoque de cartera de mercado. Los resultados sugieren que los bienes raíces, los productos básicos y el alto rendimiento agregan el mayor valor a la combinación tradicional de activos de acciones, bonos y efectivo. Un estudio con una cobertura tan amplia de clases de activos no se había realizado antes, ni en el contexto de determinar las expectativas del mercado de capitales y realizar un análisis de media-varianza, ni en la evaluación de la cartera del mercado global.
Doeswijk, Lam y Swinkels (2012) (2014) sostienen que la cartera del inversor medio contiene información importante para la asignación estratégica de activos. Este portafolio muestra el valor relativo de todos los activos de acuerdo con el mercado, lo que se podría interpretar como un punto de referencia o la cartera óptima para el inversor promedio. Los autores determinan los valores de mercado de acciones, capital privado, bienes inmuebles, bonos de alto rendimiento, deuda emergente, bonos no gubernamentales, bonos del gobierno, bonos vinculados a la inflación, materias primas y fondos de cobertura. Para este rango de activos, estiman la cartera del mercado global invertido para el período 1990-2012. Para las principales categorías de activos, acciones, bienes inmuebles, bonos no gubernamentales y bonos del gobierno amplían el período hasta 1959-2012.
Doeswijk, Lam y Swinkels (2017) muestran que la cartera de mercado obtiene un rendimiento real compuesto del 4,38% con una desviación estándar del 11,6% desde 1960 hasta 2015. En el período inflacionario de 1960 a 1979, el rendimiento real compuesto del GMP es 2.27%, mientras que es 5.57% en el período desinflacionario de 1980 a 2015. La recompensa para el inversionista promedio es un retorno compuesto de 3.24 puntos porcentuales por encima del ahorro.

## Problemas en la asignación de activos
Existen varias razones por las que la asignación de activos no funciona. de manera óptima:
- El comportamiento del inversor es intrínsecamente parcial. Aunque el inversor elige una asignación de activos, la implementación es un desafío.
- Los inversores acuerdan la asignación de activos, pero después de algunos buenos rendimientos deciden que realmente querían más riesgo.
- Los inversores acuerdan la asignación de activos, pero después de algunos malos rendimientos deciden que realmente querían menos riesgo.
- La tolerancia al riesgo de los inversores no se puede conocer antes de tiempo.[19]
- La selección de seguridad dentro de las clases de activos no necesariamente generará un perfil de riesgo igual a la clase de activos.
- El comportamiento a largo plazo de las clases de activos no garantiza su comportamiento a corto plazo.